# Retour de flammes (film, 2001)
Pour plus de détails, voir Fiche technique et Distribution.
Retour de flammes (Was tun, wenn's brennt?) est un film allemand réalisé par Gregor Schnitzler, sorti en 2001.

## Fiche technique
- Titre original : Was tun, wenn's brennt?
- Titre français : Retour de flammes
- Réalisation : Gregor Schnitzler
- Scénario : Stefan Dähnert et Anne Wild
- Photographie : Andreas Berger
- Montage : Hansjörg Weißbrich
- Musique : Stephan Zacharias
- Production : Jakob Claussen, Andrea Wilson et Thomas Wöbke
- Durée : 101 minutes
- Pays :  Allemagne
- Dates de sortie : 
  -  France : 5 août 2003 (directement en vidéo)

## Distribution
- Til Schweiger : Tim
- Sebastian Blomberg : Maik
- Martin Feifel : Hotte
- Nadja Uhl : Nele
- Doris Schretzmayer : Flo
- Matthias Matschke : Terror
- Klaus Löwitsch : Manowski
- Devid Striesow : Henkel
- Barbara Philipp : Pritt